# Синявець Алькон
Синявець алькон (Phengaris alcon) — вид денних метеликів родини Синявцеві (Lycaenidae)

## Поширення
Вид спорадично поширений у Європі та Північній Азії. Ареал простягається від Північної Іспанії та Південної Швеції на схід до Туреччини та на північний схід до Байкалу та Монголії.
В Україні поширений в Карпатському регіоні, лісовій та лісостеповій зонах.

## Опис
Довжина переднього крила — 18-21 мм. Крила самця зверху фіолетово-синього забарвлення, самиці — темнокоричневі.

## Спосіб життя
Мешкає на вологих і болотистих луках, вологих лісових галявинах. Метелики літають з кінця червня до початку серпня. Самка відкладає яйця на суцвіття тирлича звичайного (Gentiana pneumonanthe). Молоді гусениці живляться насінням, пізніше живуть у мурашниках роду Myrmica, де живляться безхребетними, які мурашки приносять як корм для своїх личинок, або поїдаючи самих личинок. Гусениці зимують і заляльковуються в мурашнику.

## Підвиди
Виділяють 5 підвидів:
- P. a. alcon (Центральна Європа)
- P. a. jeniseiensis (Shjeljuzhko, 1928) (Південний Сибір)
- P. a. sevastos Rebel & Zerny, 1931 (Карпати)
- P. a. xerophila Berger, 1946 (Центральна Європа)
- †P. a. arenaria (Нідерланди)